# Барт, Теодор (политик)
Не следует путать с художником Теодором Бартом.
Вильгельм Теодор Барт (нем. Wilhelm Theodor Barth; 1849—1909) — германский юрист, политик, издатель и редактор еженедельника «Нация»; доктор наук. С 1881 по 1884; с 1885 по 1898 и с 1901 по 1903 год Барт был депутатом германского рейхстага.

## Биография
Теодор Барт родился 16 июля 1849 года в городе Дудерштадте в земле Нижняя Саксония.
Получив юридическое образование был адвокатом в Бремене, затем секретарём Бременской торговой палаты и таким образом был связан с торговым капиталом, заинтересованным в свободной торговле. Барт был решительным противником перехода Германии к покровительственному тарифу, установленному в интересах сельского хозяйства и тяжелой промышленности.
В 1883 году Барт основал в немецкой столице еженедельный политический журнал свободомыслящего направления «Die Nation», который издавал и редактировал до самой смерти.
Барт много путешествовал по Америке и после издал в 1887 году в Берлине труд под заглавием «Amerikanisches Wirtschaftsleben».

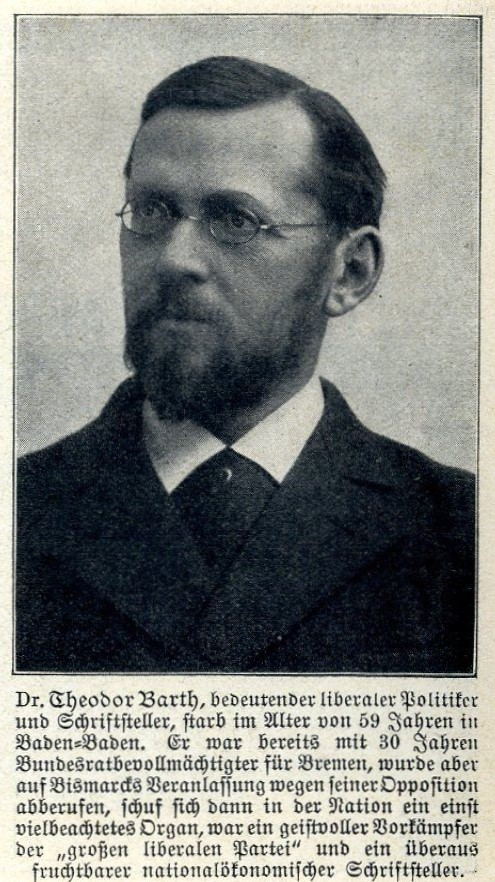
Теодор Барт

В 1887 году он был выбран в рейхстаг, как член Немецкой партии свободомыслящих.
В 1893 году, после раскола партии, Барт оказался в её правом крыле (Союз свободомыслящих), где представлял более радикальное направление, требовавшее включения в программу партии социальных реформ.
После смерти Генриха Риккерта (1902) Барт был самым выдающимся деятелем в своей партии, но для большинства её членов «слишком радикальным». Он вел борьбу против нового таможенного тарифа с энергией, превышавшей энергию Рихтера и равнявшейся энергии социал-демократов; вместе с ними прибегал к обструкции.
С 1898 по 1903 год Вильгельм Теодор Барт также входил в Прусскую палату представителей.
Во время избирательной кампании 1903 года он настаивал на союзе с социал-демократами, доказывая, что практическая опасность — справа, но встречал сильное недовольство со стороны членов собственной партии.
На выборах 1903 года Барт не был избран, но тем не менее, он продолжал играть видную роль в своей партии; он, главным образом, отстоял слияние Свободомыслящего союза с Национал-социальной ассоциацией Фридриха Наумана (1903).
В 1904 году в Берлине Барт выпустил в свет ряд очень ярких характеристик политических деятелей конца XIX — начала XX века : «Politische Porträts».
Вильгельм Теодор Барт умер 3 июня 1909 года в Баден-Бадене.

## Сочинения
- Барт Т., Науман Ф. Обновление либерализма = Die Erneuerung des Liberalismus. — СПб., 1907.